# Chimarra oaxaca
Chimarra oaxaca är en nattsländeart som beskrevs av Roger J. Blahnik 1998. Chimarra oaxaca ingår i släktet Chimarra och familjen stengömmenattsländor. Inga underarter finns listade i Catalogue of Life.